# American Registry for Internet Numbers

Kaart van de gebieden van de Regional Internet Registry's

De American Registry for Internet Numbers (ARIN) is de Regional Internet Registry (RIR) voor Canada, veel Caraïbische en Noord-Atlantische eilanden, en de Verenigde Staten. ARIN verzorgt de distributie van Internetnummers, waaronder IPv4 en IPv6 adresruimte en AS nummers. Sinds 22 december 1997 levert ARIN zijn diensten na op 18 april 1997 te zijn opgericht. ARIN is een nonprofit organisatie met het hoofdkwartier in Chantilly, Virginia, VS.
ARIN is een van de vijf Regionale Internet Registry's (RIR's) in de wereld. Zoals voor de andere RIR's het geval is, geldt voor ARIN dat het:
- zorgt voor diensten die te maken hebben met de technische coördinatie en management van Internetnummers
- de ontwikkeling van beleid door de leden en aandeelhouders faciliteert
- deelneemt aan de internationale Internetgemeenschap
- een non-profitorganisatie is, met de gemeenschap als haar basis
- bestuurd wordt door een raad van bestuur die door de leden wordt gekozen

## Regio
De volgende landen worden door ARIN bediend:
- Amerikaanse Maagdeneilanden (VS)
- Anguilla (VK)
- Antarctica
- Antigua en Barbuda
- Bahama's
- Barbados
- Bermuda (VK)
- Bouveteiland (Noorwegen)
- Britse Maagdeneilanden (VK)
- Canada
- Dominica
- Grenada
- Guadeloupe (Frankrijk)
- Heard Island and McDonald Islands (Australië)
- Jamaica
- Kaaimaneilanden (VK)
- Kleine afgelegen eilanden van de Verenigde Staten (VS)
- Martinique (Frankrijk)
- Montserrat (VK)
- Puerto Rico (VS)
- Saint-Barthélemy (Frankrijk)
- Saint Kitts en Nevis
- Saint Lucia
- Saint-Pierre en Miquelon (Frankrijk)
- Saint Vincent en de Grenadines
- Sint-Helena, Ascension en Tristan da Cunha (VK)
- Sint Maarten (Frankrijk)
- Turks- en Caicoseilanden (VK)
- Verenigde Staten

### Voormalige dienstregio
Vroeger bediende ARIN tevens Angola, Botswana, Burundi, Congo-Brazzaville, Congo-Kinshasa, Malawi, Mozambique, Namibië, Rwanda, Swaziland, Tanzania, Zambia, Zimbabwe en Zuid-Afrika totdat AfriNIC opgericht was.
Ook bediende ARIN voorheen Argentinië, Aruba, Belize, Bolivia, Brazilië, Chili, Colombia, Costa Rica, Cuba, Dominicaanse Republiek, Ecuador, El Salvador, Falklandeilanden (VK), Frans-Guyana, Guatemala, Guyana, Haïti, Honduras, Mexico, Nederlandse Antillen, Nicaragua, Panama, Paraguay, Peru, Zuid-Georgia en de Zuidelijke Sandwicheilanden, Suriname, Trinidad en Tobago, Uruguay, en Venezuela tot de oprichting van LACNIC.